# Шараповы Кошки
Шара́повы Ко́шки — группа из 17 островов на юго-западе Карского моря в Ямало-Ненецком автономном округе.

## Топоним
Старинное русское название, имеющееся ещё на карте 1609 года Исаака Массы. Происходит от слова шарап — «разграбить», так как здесь легко потерять и судно, и груз в силу сложности условий плавания. Кошками поморы называют длинные песчаные мели, которые простираются параллельно берегу.

## География
Невысокая, плоская песчано-глинистая гряда островков-отмелей. Расположены цепочкой у западного берега полуострова Ямал. Дугообразно вытянуты с севера на юг вдоль побережья примерно на 70 километров. На севере отделены от полуострова проливом Шарапов Шар, на юге — губой Крузенштерна, заливом Шарапов Шар, проливом Мутный Шар. В них вдаются мысы полуострова — Нгэдасаля, Вангасаля (Уэнган), Ясаля, Парнэсаля.
Крайняя северная точка островов — мыс Нгэрм-Нгосаля, расположенный напротив мыса Харасавэй и одноимённого посёлка на противоположной стороне протоки шириной около 140 метров, отделяющей острова от Ямала. Северные острова отделены друг от друга протокой Торикъюн и проливом Филиппова. Также на северном острове расположено озеро Торикто. Самый крупный остров, находящийся посередине, имеет крайние точки — мыс Северный Конец на севере и Южный Конец на юге. Следующий за ним южнее остров имеет крайную западную точку — мыс Матюйтабсаля и южную — мыс Савлюйтабсаля. На среднем и южных островах также расположены урочища: Соярацавэйнгыне, Тюндко, Соярацавэйтюнд.
Глубина прилегающей акватории — 3—4 метра на востоке и 1—9 метров на западе.
Южная половина островов входит в состав природного заказника «Ямальский».

## История
1 сентября 1690 года промышленник-мореход, кормщик Родион Иванов, открывший острова, потерпел здесь крушение и провёл на островах зиму со своей командой из 14 человек, 11 из которых умерли от цинги. Остальные четверо, включая Иванова, были спасены летом 1691 года русским промысловым судном. Команда построила на островах хижину из глины, моржовой и тюленьей крови, шкур и досок с разбитого судна.
Иванов дал первое описание Шараповых Кошек — единственное до экспедиций XIX века, — отметив обилие моржей и тюленей на островах. Во время пребывания Иванова на островах было добыто 40 пудов моржовых клыков.
Кораблекрушение описано голландцем Николаасом Витсеном со слов Иванова. Оно легло в основу картины «Зимовье Родиона Иванова на острове Шараповы Кошки» художника Андрея Вахрушева.

## Фауна
На островах гнездятся чёрные казарки, до 1990-х годов гнездился также малый лебедь. В районе островов регулярно встречается белый медведь и атлантический морж вблизи мыса Харасавэй и недалеко от устья реки Тиутей-Яха.